# Julian Sutor
Julian Sutor (ur. 18 lutego 1931 w Słupi, zm. 21 czerwca 2020 w Warszawie) – doktor habilitowany nauk prawnych, dyplomata, ambasador tytularny, wykładowca i autor książek naukowych.

## Życiorys
Ukończył studia na Wydziale Dyplomatyczno-Konsularnym Szkoły Głównej Służby Zagranicznej w Warszawie. Po ukończeniu studiów w 1954 podjął pracę w Ministerstwie Spraw Zagranicznych, w którym pracował do 2006, w tym połowę czasu na placówkach dyplomatycznych, m.in. trzykrotnie w Belgradzie, gdzie od 31 lipca 1992 do września 1996 kierował placówką jako chargé d’affaires. Pełnił także funkcje dyrektorskie w MSZ (m.in. wicedyrektor Departamentu V od 1976, kierownik aplikacji dyplomatyczno-konsularnej od 2003). Otrzymał stopień ambasadora tytularnego. 
W 1961 uzyskał na Uniwersytecie w Belgradzie stopień doktora nauk prawnych na podstawie dysertacji Питање неутралности после Другог светског рата (Zagadnienie neutralności po drugiej wojnie światowej). W 2013 habilitował się w zakresie nauk prawnych na Uniwersytecie Śląskim w Katowicach na podstawie pracy Immunitet państwa. Jest autorem licznych prac naukowych oraz podręczników akademickich, głównie z dziedziny prawa dyplomatycznego i konsularnego. Wykładał na: Uniwersytecie Warszawskim, Wyższej Szkole Humanistycznej w Pułtusku, Wyższej Szkole Handlu i Prawa im. Łazarskiego, Prywatnej Wyższej Szkole Businessu, Administracji i Technik Komputerowych, Krajowej Szkole Administracji Publicznej, Akademii Obrony Narodowej, Europejskiej Akademii Dyplomacji. 
Należał m.in. do Stowarzyszenia Prawa Międzynarodowego (ILA). Współpracował z Fundacją im. Kazimierza Pułaskiego.
Znał: angielski, francuski, rosyjski i serbsko-chorwacki. 
Syn Juliana i Zofii. Był żonaty. Pochowany na cmentarzu w Starej Miłośnie. 

## Wybrane publikacje
- Julian Sutor, Etykieta dyplomatyczna z elementami protokółu i ceremoniałów, Warszawa 2016, wyd. I, ISBN 978-83-264-9472-7
- Julian Sutor, Prawo dyplomatyczne i konsularne, Warszawa 2019, wyd. XIII, ISBN 978-83-8160-129-0
- Julian Sutor, Immunitet Państwa, Warszawa 2011, ISBN 978-83-7151-032-8
- Julian Sutor, Leksykon dyplomatyczny, Warszawa 2017, wyd III, ISBN 978-83-8017-151-0
- Julian Sutor, Korespondencja dyplomatyczna, 2017, wyd. V, ISBN 978-83-8017-173-2
- Julian Sutor, Immunitety i przywileje Rady Europy i Wspólnot Europejskich, Warszawa 2000, ISBN 839-12-7171-4
- Julian Sutor, Ruch państw niezaangażowanych, Warszawa 1984, ISBN 830-51-1332-9
- Julian Sutor, Pokojowe załatwianie sporów międzynarodowych, Wrocław 1979
- Julian Sutor, Przywileje i immunitety międzynarodowe, Warszawa 1973

## Wybrane odznaczenia
- Krzyż Kawalerski Orderu Odrodzenia Polski
- Złoty Krzyż Zasługi
- Odznaka Honorowa Zasłużonego Pracownika Służby Dyplomatyczno-Konsularnej
- Odznaka Honorowa Zasłużony Pracownik Państwowy (1985)[9]
- Szwedzki Krzyż Oficerski Orderu Gwiazdy Polarnej